# Varzea (lagarto)
Varzea es un género de lagartos de la familia Scincidae. Incluye dos especies que se distribuyen por el norte y centro de Sudamérica y alguna isla del Caribe. 

## Especies
Se reconocen a las siguientes especies:
- Varzea altamazonica Miralles, Barrio-Amoros, Rivas, Chaparro-Auza, 2006) - Perú y Bolivia.
- Varzea bistriata (Spix, 1825) - Cuenca amazónica y Jamaica.